# Gornjoselci
Gornjoselci är ett samhälle i Bosnien och Hercegovina.   Det ligger i entiteten Republika Srpska, i den nordvästra delen av landet, 180 km nordväst om huvudstaden Sarajevo. Gornjoselci ligger 179 meter över havet och antalet invånare är 179.
Terrängen runt Gornjoselci är kuperad söderut, men norrut är den platt. Närmaste större samhälle är Prijedor, 17,1 km sydväst om Gornjoselci. 
I omgivningarna runt Gornjoselci växer i huvudsak lövfällande lövskog. Runt Gornjoselci är det ganska tätbefolkat, med 67 invånare per kvadratkilometer.